# Saint-Pierre-de-Plesguen
Saint-Pierre-de-Plesguen è un comune francese di 2 678 abitanti situato nel dipartimento dell'Ille-et-Vilaine, nella regione della Bretagna.

## Società

### Evoluzione demografica
Abitanti censiti